# بخش اوسل
بخش اوسل (به فرانسوی: Arrondissement d'Ussel) یک بخش در فرانسه است که در کورز واقع شده‌است.